# Vibrationstraining
Vibrationstraining, auch Whole Body Vibration (WBV), Beschleunigungstraining, Schwingungstraining, Mechanostimulation oder stochastisches Resonanztraining genannt, ist eine Trainingsmethode, bei der die übende Person auf einer vibrierenden Platte steht, die in einem Frequenzbereich von etwa 5 bis 60 Hz vibriert. Dabei sollen Dehnreflexe der Muskulatur ausgelöst und Muskelkontraktionen hervorgerufen werden. Bei der verwandten Methoden der biomechanischen Stimulation (BMS) oder der biomechanischen Oszillation werden hingegen lokale Muskelgruppen direkt oder über die zugehörigen Sehnen mittels spezieller Vibrationsgeräte stimuliert. Vibrationstraining wird in einer Vielzahl von Bereichen (Leistungssport, Fitness, Rehabilitation, Medizin, Vorsorge, Beauty) angeboten und zur Leistungssteigerung der Muskulatur und zur Verbesserung von Koordination und Gleichgewicht eingesetzt.

## Geschichte

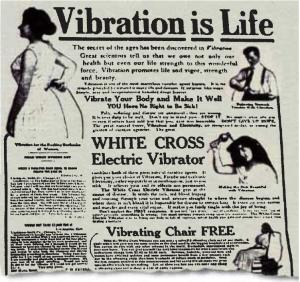
Anzeige 1910: Vibrate Your Body and Make It Well

Vibrierende Massagehilfsmittel wurden in der Medizin schon lange erprobt. 1869 setzte der US-Amerikaner George Taylor ein Gerät zur Vibrationstherapie von Arm und Rücken ein. Jean-Martin Charcot experimentierte um 1880 mit einem vibrierenden Stuhl zur Behandlung der Parkinson-Krankheit. Gustav Zander (Schweden) entwickelte über 70 verschiedene dampfbetriebene Geräte zur Mechano-Therapy. John Harvey Kellogg setzte in seinem Battle Creek Sanatorium vibrierende Stühle und vibrierende Manipulatoren für Arme und Beine ein. 1960 veröffentlichte der Ostdeutsche W. Biermann den Effekt von sogenannten „zyklischen Oszillationen“ auf den menschlichen Körper. Um 1970 versuchte Wladimir Nasarow, Mitglied des sowjetischen Turnerteams, die Übertragung der Biermannschen Idee in praktikable Trainingsmethoden für welche sich seither die Begriffe biomechanische Stimulation (BMS), biomechanische Oszillation etabliert haben.
In den 1960er bis 1980er Jahren waren in Österreich in vielen Bahnhöfen und Geschäftspassagen „Fußmassage“-Automaten aufgestellt. Eine Person konnte sich auf die Rüttelplatte stellen und durch Münzeinwurf von typisch 1 Schilling die Vibrationsbewegung in Gang setzen. Mit dem etwa 1,5 m hohen abgerundet quaderförmigen Korpus aus robustem Aluguss war ein solcher Automat meist an einer Wand aufgestellt. Eine Leuchtfläche bewarb die Erfrischung müder Beine im Umfeld stehend wartender Menschen.
Seit 1996 werden Geräte im freien Handel angeboten, auf denen der Trainierende stehen kann und die somit ein ganzheitliches Training sowohl der Extremitäten als auch der Rumpfmuskulatur ermöglichen. Für das Training mit dieser Gerätegruppe haben sich die Begriffe Whole Body Vibration (WBV), Vibrationstraining, Beschleunigungstraining und stochastisches Resonanztraining etabliert. Der Begriff Whole Body Vibration (WBV) ist jedoch mehrfach belegt, da er ursprünglich im Bereich der Arbeitssicherheit die Effekte von auf einen Körper wirkenden Vibrationen beispielsweise von Fahrzeugen oder Baumaschinen umfasst. Im Zusammenhang mit Training wurde der begriff erstmals in einer Publikation von 1998 erwähnt, die der Trainingsmethode ihren Namen gab.

## Wirkung
Zur Wirkung des Vibrationstrainings gibt es zahlreiche Studien mit widersprüchlichen Ergebnissen, meist an sehr kleinen Probanden- bzw. Patientengruppen. Frequenzen unterhalb von etwa 12 Hz sollen das posturale System anregen. Durch Vibrationen oberhalb einer Frequenz von etwa 12 Hz sollen Dehnreflexe ausgelöst und somit Muskelkontraktionen hervorgerufen werden, welche die Leistungsfähigkeit der Muskulatur (hauptsächlich Typ-II-Fasern (FT-Faser), auch „schnelle Muskulatur“ genannt) steigern und dem Knochenabbau entgegenwirken sollen. Vibrationstrainingsgeräte sollen am Knochen zu leichten elastischen Verformungen führen und sein Wachstum stimulieren. Bereits fünf Minuten täglich sollen ausreichen, um dem Knochenschwund bettlägeriger Patienten über acht Wochen von 4,6 Prozent auf 0,6 Prozent zu reduzieren und den Muskelabbau zu verhindern. Bei Volleyballspielern oder bei Feldhockeyspielerinnen konnte innerhalb von drei Monaten eine Steigerung der Sprunghöhe von bis zu 10 Prozent erreicht werden. Bei einem 12-wöchigen Vibrationstraining konnte der Blutzuckerspiegel bei Diabetes mellitus Typ II verringert werden. Erste positive Erfahrungen gab es bei Patienten mit zerebralen Bewegungsstörungen. Bei älteren Menschen wurde eine Steigerung der Leistungsfähigkeit und Koordination erreicht. Demgegenüber kam bei Schlaganfallpatienten eine Studie zu dem Ergebnis, dass tägliche Ganzkörpervibration im Vergleich zu gewöhnlicher Übungstherapie keinen Vorteil brachte, und eine 2007 veröffentlichte Metaanalyse ergab keine Verbesserung der Muskelkraft und Sprungkraft von Sportlern durch Vibrationstraining. Eine Studie der ETH Zürich zeigte 2011 jedoch, dass die Kombination von Vibrationstraining mit großen Zusatzlasten in der Größenordnung des eigenen Körpergewichts bei einer Anwendung von lediglich 3*1 Minute pro Einheit mit insgesamt 16 Einheiten über 5 Wochen die Ausdauerkapazität bzw. die Zeit zur Erschöpfung um im Mittel 40 % steigerte und somit einen deutlichen Effekt auf Ausdauerparameter hat.

## Gerätevarianten
Grundlegend werden zwei Bauarten von Vibrationsplatten unterschieden: Geräte mit fester Standsäule und Geräte ohne Säule. Die Unterschiede zwischen den beiden Gerätevarianten liegen vor allem in der maximalen Belastbarkeit und der Gerätegröße. Vibrationsplatten mit Säule sind meist größer und standfester. Sie können problemlos von Nutzern mit einem Körpergewicht von ca. 150 kg verwendet werden. Vibrationstrainer ohne Standsäule sind dagegen meist nur für ein maximales Körpergewicht von ca. 100 kg ausgelegt.
Technisch werden vertikal vibrierende Systeme (die gesamte starre Trittfläche bewegt sich von unten nach oben), seitenalternierende Systeme (eine Seite der Trittfläche bewegt sich auf, die andere ab; diese Bewegung simuliert den menschlichen Gang) und 3D-Systeme (Vibrationen von oben nach unten und von vorne nach hinten) unterschieden.
Seitenalternierende Systeme unterstützen einen Frequenzbereich von etwa 5 bis 40 Hz, vertikal schwingende Systeme einen Frequenzbereich von 20 Hz bis 60 Hz. Technisch kann die Auslenkung mechanisch geführt werden oder eine exzentrische Masse treibt die gummi- oder federgelagerte Trittfläche an. Bei einigen Geräten kann zwischen einem vertikalen und einem seitenalternierenden Modus gewechselt werden, wobei der nutzbare Frequenzbereich in den niedrigen Frequenzen deutlich eingeschränkt ist.
Hohe Frequenzkomponenten führen zu den aus dem Arbeitsschutz bekannten negativen Effekten, etwa bei der Arbeit am Presslufthammer. Gute Vibrationstrainingsgeräte müssen sicherstellen, dass potentiell schädliche Frequenzkomponenten nicht in den Körper eingeleitet werden können, was dadurch erreicht wird, dass eine rein sinusförmige (harmonische) Plattenbewegung erzeugt wird.

## Empfehlungen der ISMNI zur Publikation von Vibrationstrainingsstudien
- F. Rauch, H. Sievanen, S. Boonen, M. Cardinale, H. Degens, D. Felsenberg, J. Roth, E. Schoenau, S. Verschueren, J. Rittweger: Reporting whole-body vibration intervention studies: Recommendations of the International Society of Musculoskeletal and Neuronal Interactions. In: J Musculoskelet Neuronal Interact., 10(3), 2010, S. 193–198. PMID 20811143